# Heistse Pijl
Der Heistse Pijl ist ein belgisches Eintagesrennen im Straßenradsport und wird seit 1927 in Heist-op-den-Berg, Provinz Antwerpen, ausgetragen. Bis 1983 wurde das Rennen als Kriterium ausgetragen. Danach wurden bis 2007 keine Rennen ausgetragen. Anlässlich der 1000-Jahr-Feier (nl.:1000 jaar Heist) von Heist-op-den-Berg wurde 2008 das Rennen als Straßenrennen ausgetragen. Seit 2016 ist es Teil der UCI Europe Tour in Kategorie 1.1. und wird von Isea Sport Management organisiert.

## Palmarès

### Kriterium 1927–1983
| Jahr      | Erster               | Zweiter                   | Dritter                |
| --------- | -------------------- | ------------------------- | ---------------------- |
| 1927      | August Mortelmans    |                           |                        |
| 1928      | August Mortelmans    |                           |                        |
| 1929      | Denis Verschueren    |                           |                        |
| 1930      | August Mortelmans    |                           |                        |
| 1931      | Auguste Van Tricht   |                           |                        |
| 1932      | August Mortelmans    |                           |                        |
| 1933      | Theo Geunis          |                           |                        |
| 1934      | Gustaaf Deloor       | Gustave De Greef          | Jean Wouters           |
| 1935      | Frans Dictus         | Leo De Ryck               | Maurice Seynaeve       |
| 1936      | Frans Van Hassel     |                           |                        |
| 1937–1941 | keine Austragungen   | keine Austragungen        | keine Austragungen     |
| 1942      | Eugeen Jacobs        | Georges Claes             |                        |
| 1943–1944 | keine Austragungen   | keine Austragungen        | keine Austragungen     |
| 1945      | Jean Bogaerts        |                           |                        |
| 1946      | Stan Ockers          |                           |                        |
| 1947      | Constant Verschuren  | Alphonse Boeckaerts       |                        |
| 1948      | Victor Jacobs        |                           |                        |
| 1949      | Charles Vandormael   | Raymond De Smedt          |                        |
| 1950      | Josephus Van Staeyen |                           |                        |
| 1951      | Charles Vandormael   |                           |                        |
| 1952      | René Janssens        | Odiel Van Den Meersschaut |                        |
| 1953      | Rik Van Looy         |                           |                        |
| 1954      | Willy Vannitsen      |                           |                        |
| 1955      | Jozef Mariën         | Rik Van Looy              | Willy Schroeders       |
| 1956      | Emile Severeyns      | Rik Van Looy              | Jozef Schils           |
| 1957      | Jan Van Gompel       | Joseph Bosmans            | Alfons van den Brande  |
| 1958      | André Vlayen         | Jozef Schils              | Rik Luyten             |
| 1959      | Leopold Schaeken     | Raymond Coekaerts         | Rik Luyten             |
| 1960      | Willy Vanden Berghen | Jozef Schils              | Emile Daems            |
| 1961      | Lode Troonbeeckx     | Lucien Hooberghs          | Arnould Flecy          |
| 1962      | Jean-Baptiste Claes  | Lode Troonbeeckx          | Jan Van Gompel         |
| 1963      | Victor Van Schil     | Willy Butzen              | Rik Luyten             |
| 1964      | Alfons Hermans       | Marcel Van den Bogaert    | Rene Thyssen           |
| 1965      | Michel Jacquemin     | Leo Hermens               | Jan Boonen             |
| 1966      | Victor Van Schil     | Alfons De Bal             | Gerben Karstens        |
| 1967      | Paul In ’T Ven       | Victor Van Schil          | Antoon Houbrechts      |
| 1968      | Victor Van Schil     | Albert Van de Moortel     | Roger Jochmans         |
| 1969      | Rik Van Looy         | Julien Stevens            | Jos Huysmans           |
| 1970      | Herman Van Springel  | Eddy Verstraeten          | Frans Verbeeck         |
| 1971      | Frans Verbeeck       | Alfons De Bal             | Ronald De Witte        |
| 1972      | Louis Verreydt       | Eddy Verstraeten          | Frans Verhaegen        |
| 1973      | Willy Scheers        | Ronny Vanmarcke           | Gilbert Wuytack        |
| 1974      | Jos Jacobs           | Roger Rosiers             | Willy De Geest         |
| 1975      | Roger Swerts         | Victor Van Schil          | Frans Verbeeck         |
| 1976      | Marcel Laurens       | Dirk Baert                | Jan Aling              |
| 1977      | Frans Verbeeck       | Marcel Laurens            | Jozel Gysemans         |
| 1978      | Jos Gysemans         | Willem Peeters            | Walter Dalgal          |
| 1979      | Eddy Verstraeten     | Marcel Laurens            | Gustaaf Van Roosbroeck |
| 1980      | Marcel Laurens       | André Dierickx            | Patrick Lerno          |
| 1981      | Daniel Willems       | Eddy Verstraeten          | Charles Jochums        |
| 1982      | Marcel Laurens       | Jos Jacobs                | Marc Dierickx          |

### Straßenrennen (seit 2008)
| Jahr | Sieger             | Zweiter              | Dritter          |
| ---- | ------------------ | -------------------- | ---------------- |
| 2008 | Geert Omloop       | Staf Scheirlinckx    | Evert Verbist    |
| 2009 | Greg Van Avermaet  | Wouter Weylandt      | Denis Flahaut    |
| 2010 | Aidis Kruopis      | Gorik Gardeyn        | Joost Posthuma   |
| 2011 | Bjorn Leukemans    | Rob Goris            | Jasper Stuyven   |
| 2012 | Maxime Vantomme    | Matthew Brammeier    | Eliot Lietaer    |
| 2013 | Tom Boonen         | Kenny Dehaes         | Sean De Bie      |
| 2014 | Tom Boonen         | Jonas Van Genechten  | Kenny Dehaes     |
| 2015 | Sander Armée       | Nikolas Maes         | Tom Van Asbroeck |
| 2016 | Dylan Groenewegen  | Wouter Wippert       | Aidis Kruopis    |
| 2017 | Jasper De Buyst    | Kenny Dehaes         | Joeri Stallaert  |
| 2018 | Emīls Liepiņš      | Wouter Wippert       | Aksel Nõmmela    |
| 2019 | Álvaro Hodeg       | Jasper Philipsen     | Rory Townsend    |
| 2020 | Sasha Weemaes      | Gerben Thijssen      | Emiel Vermeulen  |
| 2021 | Pascal Eenkhoorn   | Yves Lampaert        | Jonas Rickaert   |
| 2022 | Arnaud De Lie      | Giacomo Nizzolo      | Mark Cavendish   |
| 2023 | Olav Kooij         | Jordi Meeus          | Robbe Ghys       |
| 2024 | Alexander Kristoff | Casper van Uden      | Amaury Capiot    |
| 2025 | Paul Magnier       | Tobias Lund Andresen | Simon Dehairs    |